# 南アフリカ共和国年表
南アフリカ共和国年表（みなみアフリカきょうわこくねんぴょう、英語: Timeline of South African history）は、南アフリカ共和国の歴史に関する年表。

## 先史時代
- 紀元前18万6000年 - 南アフリカで確認される最古の人類の足跡の時期。
- 紀元前10万年 - 先住民族の一つである狩猟民族のサン人（ブッシュマン）と、牧畜民族のコイ人（ホッテントット）が定住を始める。
- 紀元前2万年 - コイ人、西の海岸を下って移動する。
- 紀元前8000年 - ヨハネスブルグ北部で発見された人為的な居住洞穴址の建築時期。
- 300年代 - 北部・東部で鉄器の使用が始まる。
- 500年代 - 赤道に近くに住んでいたバンツー系諸民族が南に移動する。
- 696年 - 東部の沿岸地域でアラブ人との交易を行う。
- 1050年頃-1270年頃 - マプングブエの都市国家。

## 植民地時代
- 1488年
  - 2月3日 - ポルトガルのバルトロメウ・ディアスがアフリカ大陸南端のアガラス岬を越えてモッセル湾に到着する。
  - 5月12日 - バルトロメウ・ディアスがヨーロッパの民族として初めて喜望峰に到着する。
- 1497年
  - 11月22日 - ポルトガルのヴァスコ・ダ・ガマが喜望峰に到着する。
  - 12月25日 - ヴァスコ・ダ・ガマが南アフリカ東部（現在のダーバン）に上陸し、「リオ・デ・ナタール」と命名する。
- 1503年 - アントニオ・サルダナがテーブル湾沿岸に到着する。
- 1552年
  - 6月8日 - ポルトガルのガレオン船、サオ・ジョアオ号がポート・エドワード近くで沈没する。乗客乗員480人のうち生存者は25名で、165日後にマプト川河口域（現在のモザンビーク）に上陸する。
- 1554年 - ポルトガルの船、セント・ベネディクトゥス号が、現在のセントルシア沿岸で沈没。生存者は、河口を「黄金のダウ川」（ポルトガル語: Rio de la Medãos do Ouro）と命名した。
- 1652年 - オランダ東インド会社のヤン・ファン・リーベックの船（ドロメダリア（らくだ）号、レイガー号、グッドホープ号など4隻）が南アフリカ南端のケープのテーブル湾に上陸し、四稜郭で五門の大砲を備えた「喜望砦」と呼ばれる砦を建設して中継基地とした。砦で身を守ろうとした相手は黒人系の人たちではなく、友好的な物々交換によって羊や牛を得た相手である先住民族のコイサン人であった。
それ以来増えていったオランダ移民（ボーア人（ブーア人とも呼ばれる。以下ボーア人で統一））が住民から土地を奪っていって、ケープ植民地を作った。先住民族はボーア人の社会に吸収されて、カラードと呼ばれる階層を形成する。
- 1657年 - オランダ東インド会社のボーア人は会社の仕事から自由になって入植することが認められ、ケープ（現在のケープタウン）に定住するようになった。ここから南アフリカの白人社会が始まる。ボーア人は南アフリカで生活を始めたが、原住民のコイサン人は彼らの下で働くことを嫌がったので、オランダの評議会は数百人の奴隷をケープに送っている。食糧補給基地であるケープにとって食料生産は最重要課題であったがなかなか苦労があったようである。
- 1688年ごろ - ナントの勅令の廃止によって弾圧を受けたフランスの清教徒農民ユグノー200家族が国を捨て、ケープに移り住んだ。それにより、内陸への入植がすすむ。マレー半島やマダガスカルから奴隷が連行される。白人入植者とアフリカの土着民、アジアからの奴隷の間の混血が頻繁に起こる。
- 1779年 - ケープでカッフル戦争。ボーア人が農地拡大のために、バンツーのコサ人と戦闘。バンツー系民族（黒人）と白人との最初の戦争が行われる。この後、たびたび戦いが行われ、そのたびに黒人の土地が白人に奪われた。
- 1795年 - 強大な軍事力を持っていたイギリスがアフリカを支配するためケープを占領。この後、同じ白人のボーア人とイギリス人が対立するようになる。
- 1796年 - オランダ東インド会社破産。
- 1814年 - オランダからイギリスへ正式譲渡され、イギリス領となる。イギリスからの大量移民や英語の公用語化、イギリス国教会の成長などが起きる。
- 1816年 - 南アフリカ北東部のズールー人が、大王シャカを中心にズールー王国を作った。
- 1820年 - 人種差別の撤廃（ホッテントット条令）。
- 1832年 - イギリスの司法制度が持ち込まれる。田舎に住み、英語がわからないボーア人は、二等国民として差別される。自らをアフリカーナーと呼ぶようになる（以下ボーア人をアフリカーナーとする）。
- 1834年 - 奴隷制度の廃止。奴隷3万5745人が解放される。奴隷労働に頼っていたアフリカーナーの農業主は大きな打撃を受ける。反発したアフリカーナーが、牛車を連ねて内陸部に移動を始める。これをグレート・トレックと呼ぶ。1834年のグラハムタウンでの有力者会議で決定され、1837年には移動の趣旨を述べた「フォルートレッカーズ宣言」が発せられた。
- 1838年 - ブラッドリバーの戦い。グレート・トレックで移動したボーア人は、バンツー系民族と各地で戦いを行なった。その中でもっとも悲劇的な戦いがブラッドリバー（血の川）の戦いで、ズールーの王ディンガーンの大軍が破られ川が血の色に変わったと伝えられている。
- 1839年 - オレンジ川上流域にナタール共和国を建設。
- 1843年 - ナタール共和国がイギリスの手に落ちる。
- 1852年 - アフリカーナーが内陸のバール川北岸地域（現在の南アフリカ共和国の首都プレトリアの周辺）にトランスヴァール共和国を建てる。
- 1854年 - オレンジ川中流域（バール川南岸）にオレンジ自由国を建てる。
- 1856年 - 東部海岸沿いのナタール地方が正式にイギリスの植民地となる。
- 1860年 - ナタール地方でさとうきび栽培をさせるため、イギリスは多くの農業労働者をインドから呼び寄せた。ガンジーが南アフリカで運動を行ったのもこのことがあったため。
- 1867年 - オレンジ自由国の西部グリカランドのキンバリーでダイヤモンド鉱山が発見される。
- 1869年 - キンバリーでダイヤモンドの採掘（さいくつ）が始まる。現在、そこは巨大な穴ぼこになっていて、ビッグホールと呼ばれている。
- 1872年 - トランスヴァール東部で金が発見される。草原だったその地に生まれた町がヨハネスブルグである。
- 1877年 - 各地で金が発見されていたトランスヴァール共和国がイギリスに併合される。
- 1879年 - ズールー戦争。
- 1880年 - トランスヴァール共和国の独立をめざして、アフリカーナーとイギリスの間で戦争が起こる。第一次アングロ＝ボーア戦争。ボーア人の抵抗を抑えるのに失敗した英国は、トランスヴァール独立を承認する。
- 1886年 - トランスヴァール共和国の中南部、ヨハネスブルグ近くのヴィラトヴァタースランドで、世界最大規模の金鉱山が発見される。
- 1899年 - 第二次アングロ＝ボーア戦争。
- 1902年5月 - フェリーニヒング条約締結、第二次ボーア戦争終結。トランスヴァール共和国とオレンジ自由国はイギリスの支配下になる。

## 南アフリカ連邦
- 1910年
  - 5月31日 - 南アフリカ連邦（自治領）が成立。ハーバード・グラッドストーンが初代総督に、ルイス・ボータが初代首相に就任。
- 1911年
  - 鉱山・労働法が成立。鉱山における白人と黒人間の職種区分と労働人員比を全国的規模で一般化し、熟練労働への黒人就業を禁止した。白人労働者保護を目的とした最初の人種差別法。
  - 原住民労働調整法が成立。原住民の雇用募集を免許制とした。
- 1912年
  - 1月8日 - 南アフリカ原住民会議（SANNC、現・アフリカ民族会議）がブルームフォンテーンで結成。
  - 1月9日 - SANNC議長にジョン・L・ドューベが選出。
  - 3月 - 国防法が成立。各州の軍隊を連邦軍に編入。黒人は軍隊から除隊された。
- 1923年 - 原住民法が制定される。原住民の都市流入を規制し、都市黒人を郊外の専用居住区に登録・居住させるもの。
- 1934年 - イギリス議会で南アフリカ連邦地位法が可決され、イギリス連邦内で独立（英連邦王国）。
- 1936年 - 原住民代表法を制定。共通選挙人名簿から黒人有権者を除外。
- 1943年 - アフリカ民族会議 (ANC) に結集する青年がANC青年同盟を結成。請願活動主体の行動から、直接行動組織への移行。
- 1948年 - 政権を握った国民党（アフリカーナーの農民や都市のプアー・ホワイトを基盤とする政党）は、アパルトヘイト政策を本格的に進めていくようになる。
- 1949年 - 異人種間結婚禁止法が成立。
- 1950年 - 人民登録法制定。すべての南アフリカ人を「白人」「アジア人」「カラード」「黒人」という4つの人種に分ける。
- 1955年 - すべての人たちが平等に生活できる社会をめざした「南アフリカは、黒人、白人をとわず、そこに住む全ての人々に属する。」という文言ではじまる「自由憲章」が白人政府に反対する人たちの手で作られた。
- 1959年 - バントゥースタンを作り、「白人国家」から「黒人国家」を分離する政策をする。70年からは「ホームランド」と呼び、形だけの「独立」を与える。
- 1960年 - 黒人に身分証の携帯を義務づけるパス法に反対する人たち69人を殺したシャープビル虐殺事件が起きる。世界中が白人政府に抗議をする。

## 南アフリカ共和国

### アパルトヘイト時代
- 1961年
  - 3月12日 - 国際自由労働組合総連盟（ICFTU）が、南アフリカへの経済制裁を勧告するよう国連総会にて要求する。
  - 3月15日 - イギリス連邦からの脱退を表明する。
  - 5月30日 - チャールズ・ロバーツ・スワートが南アフリカ総督を辞任する。
  - 5月31日 - 国名を南アフリカ共和国に改名、共和制国家となる。スワートが大統領に就任する。
  - アフリカーナー勢力が強まる。白人政府は、人間を肌の色で区別し、人種ごとに異なる権利と義務を定めるアパルトヘイトを押し進める。日本人は、白人ではないにもかかわらず白人として扱うという名誉白人とされる。日本は南アフリカ政府や南アフリカ企業と深いつながりを持つことになる。
- 1962年 - 国連は、各国に任意に武器の対南アフリカ禁輸を求め、外交関係の破棄、共和国製品のボイコット、輸出の全面禁止、南アフリカ船舶・航空機のアクセス拒否を加盟国に求める決議を採択。南アフリカ政府の人種差別政策を監視するために、18カ国代表より構成される「南ア共和国政府のアパルトヘイト政策に関する特別委員会」を設置。
ネルソン・マンデラ、密出国と扇動の罪で5年の懲役判決。ロベン島に収監される。
- 1963年 - 被告がネルソン・マンデラのリボニア裁判が始まる。国連総会、106カ国の満場一致で南アフリカ共和国の政治犯の即時釈放を求める決議。
- 1967年
  - 5月31日 - テオフィラス・エベンハェゼル・デンゲスが大統領に選出されるが、直後に心臓発作により意識不明に陥る。
  - 6月1日 - デンゲスの大統領就任を断念し、ジョシュア・フランソワ・ノーデが大統領に選出される。
- 1974年 - 国連総会で、南アフリカ代表団の信任状の受理を拒否。アパルトヘイト政策を継続する限り、南アフリカの国際機関、国際会議への参加を許すべきではないと勧告。一方で、総会本会議でのアパルトヘイト問題の審議に、ANCとPANをオブザーバー出席させる。
- 1976年6月16日 - ソウェト蜂起。オランダ語系の言葉でおもにアフリカーナーが使っている、アフリカーンス語での教育の強制に抗議する高校生たちを警察が銃撃し、128名の死者が出る。
- 1984年 - カラード、インド人にも参政権を認めた人種別三院制議会を導入。反体制運動は激しくなっていく。国際的に経済制裁を受ける。南アフリカ各地で反アパルトヘイト運動が高まる。日本でも、少ないながらも各地に反アパルトヘイトの市民グループが生まれた。
- 1985年
  - 7月21日 - 東ケープ、ヨハネスブルグ、ヨハネスブルグ東部の工業地帯に非常事態宣言 10月25日にはケープタウンその周辺に拡大される。
- 1989年
  - 8月15日 - ボータが大統領を辞任、フレデリック・ウィレム・デクラークが大統領代行に就任する。
  - 9月20日 - デクラークが第9代大統領に就任する。
- 1990年2月11日 - 反アパルトヘイトの国際世論や、南アフリカ国内の激しい反アパルトヘイト闘争などに押されて、白人大統領デクラークは、27年間も牢獄に入れられていたANCの黒人指導者ネルソン・マンデラを釈放した。
- 1990年7月 - インカタ自由党（IFP）旗揚げ。
- 1991年 - アパルトヘイト関連法の廃止。人種差別の法律の全廃を決定。
- 1993年4月10日 - クリス・ハニ（南ア共産党事務局長）暗殺。

### アパルトヘイト廃止以降
- 1994年
  - 1月16日 - PANが武装闘争の停止を宣言する。
  - 2月28日 - 北西部のウォルヴィス湾をナミビアに割譲する。
  - 4月26日-29日 - 全人種参加の総選挙を実施。ANCが62.65％の得票率で勝利する。
  - 5月10日 - ANC議長のマンデラが大統領に就任する。副大統領には、ANC副議長のターボ・ムベキと国民党党首のデクラークが就任。英連邦と国連に復帰。新しい憲法を作るための制憲議会が始まる。
- 1995年11月 - 民主的地方選挙を実施。
- 1996年 - 新憲法を採択。国民党は政権から離脱。
- 1997年2月 - 新憲法発効。
- 1999年6月 - 第2回の総選挙実施。ネルソン・マンデラの任期が終わり、ターボ・ムベキが新しい大統領になった。
- 2009年
  - 4月7日 - 運輸一般労働組合(SATAWU)が賃金問題を巡って2万人がストライキに入った。このストライキによりガソリンスタンドの備蓄が底をつくなどの影響が広がっている。
  - 4月22日 - 国民議会（下院400、任期5年）総選挙が行われた。1994年のアパルトヘイト（人種隔離政策）廃絶から15年。
  - 5月6日 - 国民議会（下院）は、アフリカ民族会議 (ANC) のジェイコブ・ズマ議長を新大統領に選出した。9日に就任し、10日に新内閣が発足する見通し。経済の立て直しや貧困・エイズ問題に取り組む。